# Metrolink (Sydcalifornien)
Metrolink er et pendler-togssystem, der betjener Sydcalifornien.  Systemet blev grundlagt i 1991 som Southern California Regional Rail Authority (SCRRA) og begyndte hurtigt at anvende Metrolink som sit markedsføringsnavn.  I 2012 steg antallet af daglige rejsende til 42.265.  Metrolink har syv ruter og 55 stationer, og der betjenes et jernbanenetværk på 624 kilometer.  Den højeste hastighed er 140 km/t.
Systemet dækker Los Angeles, Orange, Riverside, San Bernardino og Ventura counties, foruden Oceanside i San Diego County.  Det har forbindelse til Los Angeles County Metro Rail, pendlertoget San Diego Coaster og letbanen Sprinter samt Amtraks intercitytog Pacific Surfliner, Coast Starlight, Southwest Chief og Sunset Limited.

## Ruter
Ud over at betjene flere forstæder og satellitbyer, betjener Metrolink også flere kundepunkter, så som Downtown Los Angeles, Bob Hope Airport, California State University, Los Angeles, Angel Stadium og San Clemente Pier.  Desuden er der lejlighedsvis betjening af Pomona Fairplex, Ventura County Fairgrounds og Auto Club Speedway.
Systemets myldretid er hverdagsmorgener og -eftermiddage.  Der kører ekstra tog mellem klokken 5 og 9 samt mellem klokken 15 og 21.
| Rute                             | Serie   | Endestationer              | Dage     | Strækning |
| -------------------------------- | ------- | -------------------------- | -------- | --- |
| 91 Line                          | 700     | Los Angeles Riverside      | Dagligt  | Sydøst fra Union Station, dernæst øst langs Riverside Freeway. |
| Antelope Valley Line             | 200     | Los Angeles Lancaster      | Dagligt  | Nordvest fra Union Station, omtrent langs Interstate 5. Mod øst, dernæst nord og herefter parallelt med State Route 14.                                                                         |
| Inland Empire–Orange County Line | 800     | San Bernardino Oceanside   | Dagligt  | Sydvest fra Santa Fe Depot for at følge Riverside Freeway mod vest. Drejer mod syd til at løbe parallelt med Interstate 5.                                                                      |
| Orange County Line               | 600     | Los Angeles Oceanside      | Dagligt  | Nordvest fra Oceanside Transportation Center langs Interstate 5. Afviger let fra vejen i det nordlige Orange og det sydøstlige Los Angeles county.                                              |
| Riverside Line                   | 400     | Los Angeles Riverside      | Hverdage | Nordvest fra Metrolink-/Amtrak-stationen Downtown Riverside, og ender parallelt med State Route 60.                                                                                             |
| San Bernardino Line              | 300     | Los Angeles San Bernardino | Dagligt  | Vest fra Santa Fe Depot mellem Interstate 10 og Interstate 210. Kører i Interstate 10's midterrabat fra omkring El Monte.                                                                       |
| Ventura County Line              | 100 900 | Los Angeles East Ventura   | Hverdage | Øst fra Metrolinks East Ventura-station, omtrent langs State Route 118. Drejer mod syd ved Bob Hope Airport mod Union Station. Tog i 900-serien kører mellem Union Station og Bob Hope Airport. |